# Lucha Reyes (cantante mexicana)
María de la Luz Flores Aceves (Guadalajara, Jalisco, 23 de mayo de 1906-Ciudad de México, 25 de junio de 1944), conocida como Lucha Reyes, fue una cantante mexicana. Se especializó en el género de música ranchera y mariachi.

## Biografía y carrera

### Primeros años e inicios
María de la Luz Flores Aceves nació el 23 de mayo de 1906 en Guadalajara, Jalisco, siendo hija de Miguel Ángel Flores y Victoria Aceves. Más tarde, se mudó junto con su familia a Ciudad de México, donde se asentaron en la colonia Morelos; la mala situación económica que en ese momento pasaban sus padres le impidió terminar su educación primaria y seguir con sus estudios. 
Con catorce años de edad, en 1920, viajó a Los Ángeles, California, para poder estudiar canto de forma profesional, con la intención de convertirse en intérprete de ópera. A la par, trabajaba para poder pagar sus estudios, por lo que se dedicaba a cantar canciones de ranchera. En una de sus presentaciones musicales, conoció a Gabriel Navarro, con quien al poco tiempo se casó y procreó un hijo, el cual no logró nacer a causa de un aborto que sufrió tras caer por las escaleras. Lo anterior provocó el divorcio entre ambos en 1924. Posteriormente, Reyes regresó a México para unirse al trío Reyes-Ascencio, agrupación de la que fue rápidamente echada por las hermanas Ascencio debido a su problemática afición por el alcohol.

### Incursión artística
Participó en algunas películas como Canción del alma (1938), La tierra del mariachi (1938), Con los dorados de Villa (1939), El zorro de Jalisco (1941), y ¡Ay Jalisco, no te rajes! (1941). El 27 de septiembre de 1938, contrajo matrimonio con un comerciante llamado Félix Martín Cervantes. Félix falleció en fecha desconocida, y tiempo después, también en una fecha que se desconoce, se casó por segunda ocasión con Antonio Medina, con quien permaneció hasta su fallecimiento.

## Muerte
Desde la segunda semana del mes de mayo de 1944, Reyes se encontraba sumida en una profunda depresión que se había manifestado tras la muerte de la señora Francisca Cervantes, madre de su primer marido. El 24 de junio, Reyes se provocó una toxicidad aguda al ingerir una sustancia desconocida mientras se encontraba sola en la habitación de su casa, ubicada en Ciudad de México.
Luego de varias horas, María de la Luz Martínez Cervantes, su hija adoptiva de once años, la encontró inconsciente al entrar a su cuarto; la infante prontamente le informó a sus familiares con la finalidad de ayudarla. Al ser notificados de lo ocurrido, la trasladaron al hospital de la Cruz Roja aún con signos vitales, donde le hicieron varios lavados intestinales, le inyectaron estricnina y coramina, le colocaron una mascarilla con oxígeno, y se le aplicó una transfusión sanguínea.
Pese a los esfuerzos médicos que se intentaron para hacer que recobrara el conocimiento, la artista no despertó y entró en estado de coma. Al día siguiente, el 25 de junio, falleció en dicho hospital a los 38 años de edad, aunque su acta de defunción menciona erróneamente que tenía 34; en el mismo documento se describió su causa de muerte de la siguiente manera: «signos de intoxicación aguda por ingestión de sustancia desconocida, probablemente de barbitúricos». El 26 de junio, su cuerpo fue enterrado en la parcela de la Asociación Nacional de Actores (ANDA) del Panteón Civil de Dolores, ubicado en la misma ciudad.

## Legado
En 1994, el director de cine Arturo Ripstein dirigió la película La Reina de la noche, una cinta biográfica sobre su vida en la que fue interpretada por Patricia Reyes Spíndola. En 2012, la escritora e investigadora mexicana Alma Velasco, crítico la producción del cineasta, argumentando que le había dado un «enfoque oscuro y alejado de la realidad a la vida de la cantante, sin fundamentos en datos precisos.» Además, en el filme la intérprete es presentada como una lesbiana, algo que Velasco también reprobó alegando que ella «no había encontrado un solo testimonio que confirmara su lesbianismo, y Ripstein la mostró como una lesbiana perdida.»

## Discografía selecta
- Lucha Reyes: La Inmortal
- Recordando a Lucha Reyes: La Inmortal
- Lucha Reyes
- Las grabaciones inéditas de Lucha Reyes
- Lucha Reyes: Sus primeras grabaciones
- Canciones mexicanas en la voz de Lucha Reyes
- La voz folklórica de siempre: Lucha Reyes
- Lucha Reyes: Lo mejor de lo mejor RCA Víctor
- Serie Platino 20 éxitos: Lucha Reyes
- Lucha Reyes: Tesoros de colección
- Nuestra tradición: Lucha Reyes
- The unforgettable of mexican song: Lucha Reyes
- 15 éxitos de Lucha Reyes
- Lucha Reyes: Mexicanísimo
- La reina inmortal de la canción ranchera: Lucha Reyes

## Filmografía
| Año  | Título                      | Papel                  | Notas         |
| ---- | --------------------------- | ---------------------- | ------------- |
| 1935 | El tesoro de Pancho Villa   | Personaje desconocido  | No acreditada |
| 1936 | Cielito lindo               | Cantante               | No acreditada |
| 1938 | Canción del alma            | Personaje desconocido  |               |
| 1938 | La tierra del mariachi      | Cantante               | No acreditada |
| 1939 | Con los Dorados de Villa    | Adela                  |               |
| 1941 | El Zorro de Jalisco         | La nena                |               |
| 1941 | ¡Ay Jalisco... no te rajes! | Cantante               |               |
| 1942 | Que rechulo es mi Tarzan    | Personaje desconocido  | Cortometraje  |
| 1943 | Flor silvestre              | Cantante en el jaripeo |               |